# Saarijärvi (sjö i Sulkava, Södra Savolax, 61,76 N, 28,37 Ö)
Saarijärvi är en sjö i kommunen Sulkava i landskapet Södra Savolax i Finland. Arean är 40 hektar och strandlinjen är 5,06 kilometer lång. Sjön  ingår i Vuoksens huvudavrinningsområde.   Den ligger omkring 57 kilometer öster om S:t Michel och omkring 250 kilometer nordöst om Helsingfors. 